# Dodge Journey
O Journey é um utilitário esportivo crossover de porte médio-grande fabricado pela Dodge. É o modelo mais barato da Dodge no Brasil. O Journey é vendido com diversos itens de segurança, destacando controle eletrônico de estabilidade (ESP), controle de tração (ETC), assistência de frenagem de emergência (BAS), Sistema anti-capotamento (ERM), freios a disco nas 4 rodas com ABS, distribuição eletrônica de frenagem e Airbags.
O modelo serviu de base para o Fiat Freemont, um dos primeiros frutos do que viria a ser o grupo Fiat Chrysler Automobiles, mas ambos com diferenças de acabamento e mecânica. Tem sua venda focada no mesmo mercado que modelos como Chevrolet Captiva, Ford Edge e Hyundai ix35.